# لین گروو (آیووا)
لین گروو (به انگلیسی: Linn Grove) شهری در ایالت آیووا کشور ایالات متحده آمریکا است که جمعیت آن در سرشماری سال ۲۰۱۰ میلادی، ۱۵۴ نفر بوده‌است.